# Каширское (Воронежская область)
Каши́рское — село в Воронежской области. Административный центр Каширского района, а также Каширского сельского поселения.

## География
Находится на реке Хворостань в 40 км к юго-востоку от Воронежа. По окраине села проходит федеральная трасса М-4 «Дон».

## Население
| 1859 | 1897  | 1979  | 1989  | 2002  | 2010  | 2021  |
| ---- | ----- | ----- | ----- | ----- | ----- | ----- |
| 1216 | ↗2407 | ↗4297 | ↗4795 | ↘4628 | ↘4342 | ↘4166 |

## История
Село Каширское было заселено в 1764 году крестьянами из Каширского уезда Московской губернии. В 1895—1908 годах в селе была построена Покровская церковь. 
В 1977 году объединено с соседним селом Московское (сейчас улица Московская).
В селе родился Герой Советского Союза Илья Маслов.